# Thalamy
Thalamy är en kommun i departementet Corrèze i regionen Nouvelle-Aquitaine i de centrala delarna av Frankrike. Kommunen ligger  i kantonen Bort-les-Orgues som tillhör arrondissementet Ussel. År 2022 hade Thalamy 104 invånare.

## Befolkningsutveckling
Antalet invånare i kommunen Thalamy
Referens:INSEE